# Tamarack Flat
Pour les articles homonymes, voir Tamarack.
Tamarack Flat est un petit plateau de la Sierra Nevada, aux États-Unis. Il est situé à 1 943 mètres d'altitude dans le comté de Mariposa, en Californie, entièrement protégé au sein du parc national de Yosemite et partiellement seulement à l'intérieur de sa Yosemite Wilderness. Il est parcouru par la Tamarack Creek. Terminus d'une route depuis Tioga Road, il accueille un terrain de camping, le Tamarack Flat Campground.
Dans son récit de voyage Un été dans la Sierra, publié en 1911, John Muir décrit l'endroit, où il campe lors d'une transhumance le 10 juillet 1869 au soir, comme « une belle prairie, sertie au cœur des bois, traversée par une rivière profonde et limpide dont les rives sont arrondies et biseautées par une chevelure de laîche qui trempe l'eau ». Il assure que le plateau doit son nom aux pins vrillés, qui y sont communs, « surtout sur le pourtour bien frais de la prairie », parce qu'ils ressemblent aux tamaracks.